# Tucky Buzzard
Tucky Buzzard — британская хард-рок-группа, образованная в 1969 году бывшими участниками группы The End. В оригинальный состав группы вошли Джимми Хендерсон (вокал), Терри Тейлор (гитара), Дэвид Браун (бас-гитара), Пол Фрэнсис (ударные) и Ник Грэхем (клавишные). Во время записи одноимённого дебютного альбома группу оставил Фрэнсис и был заменён Крисом Джонсоном, который и записал оставшиеся ударные партии на альбоме и был указан на его обложке. В период с 1969 по 1973 годы коллектив записал пять альбомов. Продюсированием группы занимался Билл Уаймен из The Rolling Stones.
Терри Тейлор позднее был соавтором песен и играл вместе с Уайменом в коллективах Willy and The Poor Boys и Bill Wyman's Rhythm Kings, после того как тот покинул The Rolling Stones. В 2006 году Tucky Buzzard были упомянуты в книге Дэйва Уайта «6 классических рок-групп, о которых вы прежде не знали».

## Дискография

### Студийные альбомы
- Tucky Buzzard[англ.] (US: Capitol ST 787, 1971)
- Warm Slash (Capitol E-ST 864, 1971)
- Coming on Again (Spain: Hispavox HHS 11-208, 1972)
- Allright on the Night[англ.] (Purple Records[англ.] TPSA 7510, 1973)
- Buzzard (Purple Records[англ.] TPSA 7512, 1973)

### Сборники
- Time Will Be Your Doctor: Rare Recordings 1971—1972 (Castle/Sanctuary CMEDD1249, 2005)

Этот сборник представляет собою компиляцию первых трёх альбомов группы.